# 燎原镇 (兰西县)
燎原镇，是中华人民共和国黑龙江省绥化市兰西县下辖的一个镇。
2017年12月28日，黑龙江省民政厅批复同意撤销燎原乡，设立燎原镇。

## 行政区划
燎原镇下辖以下地区：
新阳村、新华村、双山村、新和村和前进村。